# Katarynki
Katarynki (dawniej Katrynki, kaszb. Katrinczi, niem. Katrinken) – zniesiony przysiółek wsi Przywidz w Polsce położony w województwie pomorskim, w powiecie gdańskim, w gminie Przywidz.
Dawniej leśnictwo przynależne do Przywidza.
Osada jest częścią składową sołectwa Przywidz i jest najwyżej położoną miejscowością w gminie (274,2 m n.p.m.).
W latach 1975–1998 miejscowość położona była w województwie gdańskim. Przed 1918 r. osada była częścią powiatu kartuskiego.